# (4643) Cisneros
(4643) Cisneros est un astéroïde de la ceinture principale.

## Description
(4643) Cisneros est un astéroïde de la ceinture principale. Il fut découvert le 23 août 1990 à l'observatoire Palomar par Henry E. Holt. Il présente une orbite caractérisée par un demi-grand axe de 2,36 UA, une excentricité de 0,20 et une inclinaison de 1,8° par rapport à l'écliptique.

## Compléments